# Juan Sebastián
Jesús del Campo (Asturias, ¿?-abril de 2020), más conocido por su nombre artístico Juan Sebastián, fue un cantante, compositor, y productor discográfico español.

## Biografía
Empezó su carrera como artista a finales de los años 1970, con temas como Mentiras, Quiero Decirtelo, y Pequeño Amor. Después paso a participar y conseguir el primer lugar y Gaviota de Plata en el Festival Internacional de la Canción de Viña del Mar en 1980, representando a España en la Competencia Internacional interpretando el tema Dudando, dudando.
Tras ganar la Gaviota de Plata y verse con repentina notoriedad, Juan Sebastián continuó grabando canciones y haciendo presentaciones a lo largo de los principios de los años 1980, destacando temas como Vivir Sin Ti, Perdóname, y Entre Dos Amores - la cual también grabaría el cantante mexicano Enrique Guzmán.
Después de lanzar el sencillo Chicas En Off en 1984, Juan se retiró como cantante y luego creó la compañía discográfica Salamandra Discos en 1988 junto con su amigo José Luis Márquez, la cual inició las carreras discográficas de artistas y grupos musicales como Modestia Aparte, Terapia Nacional, y Dinero Negro, y también produjo discos de la artista conocida Sara Montiel. Juan se mantuvo activo con la disquera hasta 1993.
En 2002 la disquera Movieplay, la cual poseía las grabaciones musicales de Juan Sebastián, fue adquirida por Warner Music Group, y en 2013 la división Warner Music Spain hizo disponible su discografía en plataformas de distribución digital.
En abril de 2020, Márquez publicó una foto en la que aparece junto a Juan Sebastián y dio la noticia de que este había fallecido debido a un infarto. En agosto de 2021 publicó un artículo donde recuenta qué fue de Juan Sebastián.

## Discografía
| Título                         | Discográfica       | Año  |
| ------------------------------ | ------------------ | ---- |
| Conquistador                   | Movieplay          | 1979 |
| Vivir Sin Ti                   | Movieplay          | 1981 |
| Entre Dos Amores (compilacion) | Movieplay, Helix   | 1981 |
| Esta Noche... (compilacion)    | Movieplay, Philips | 1983 |

| Título                                                 | Discográfica     | Año  |
| ------------------------------------------------------ | ---------------- | ---- |
| Quiero Decirtelo (Lado B - Yo, Yo, Yo)                 | Movieplay        | 1979 |
| Pequeño Amor (Lado B - Mentiras)                       | Movieplay        | 1979 |
| Dudando Dudando / Mis Sueños                           | Movieplay        | 1980 |
| Entre Dos Amores (Lado B - No Quiero Cantar Al Amor)   | Movieplay, Helix | 1981 |
| No Se De Ti (Lado B - Ha De Quedar Amor)               | Movieplay        | 1982 |
| (Es Mucho Mejor) Vivir Sin Ti (Lado B - Hombre De Mar) | Helix            | 1982 |
| Esta Noche... (Lado B - Perdóname)                     | Movieplay        | 1983 |
| Chicas En Off                                          | Movieplay        | 1984 |

## Videografía
- Perdóname video musical (1983, 3 mins)